# 나의 피코
나의 피코(ぼくのぴこ) 또는 보쿠노피코는 일본의 쇼타 애니메이션 시리즈이다. 내츄럴 하이가 제작하였다.
일본의 bL애니메이션이다.
하지만, 남성과 남성간의 동성애라기 보다는
남성과 어린 남자아이의 소아 성애물(쇼타콘)물이라는 말도 있으며, 그로 인해 많은 욕을 먹고 있다.

## 시리즈
- 나의 피코 (애니메이션)
- 피코와 치코
- 피코×코코×치코